# Lekkoatletyka na Letnich Igrzyskach Paraolimpijskich 2012 – 100 metrów T11 mężczyzn
W biegu na 100 metrów kl. T11 mężczyzn podczas Letnich Igrzysk Paraolimpijskich 2012 rywalizowało ze sobą 18 zawodników. W konkursie udział wzięły osoby niewidome lub bardzo słabo widzące.

## Wyniki

### Eliminacje
Bieg 1
| Poz. | Zawodnik                | Narodowość | Rezultat | Uwagi |
| ---- | ----------------------- | ---------- | -------- | ----- |
| 1    | Xue Lei                 | Chiny      | 11,29    | Q     |
| 2    | Xavier Porras           | Hiszpania  | 11,80    | q     |
|      | Olusegun Francis Rotawo | Nigeria    | DQ       |       |
|      | Andriej Koptiew         | Rosja      | DNS      |       |

Bieg 2
| Poz. | Zawodnik            | Narodowość | Rezultat | Uwagi |
| ---- | ------------------- | ---------- | -------- | ----- |
| 1    | Jose Armando Sayovo | Angola     | 11,33    | Q     |
| 2    | Lucas Prado         | Brazylia   | 11,43    | q     |
|      | Firmino Baptista    | Portugalia | 11,75    | q     |

Bieg 3
| Poz. | Zawodnik         | Narodowość        | Rezultat | Uwagi |
| ---- | ---------------- | ----------------- | -------- | ----- |
| 1    | Shang Baolong    | Chiny             | 11,36    | Q     |
| 2    | David Brown      | Stany Zjednoczone | 11,37    | q     |
| 3    | Ananias Shikongo | Namibia           | 11,55    | q     |

Bieg 4
| Poz. | Zawodnik             | Narodowość        | Rezultat | Uwagi |
| ---- | -------------------- | ----------------- | -------- | ----- |
| 1    | Daniel Silva         | Brazylia          | 11,43    | Q     |
| 2    | Kitsana Jorchuy      | Tajlandia         | 11,78    | q     |
| 3    | Elexis Gillette      | Stany Zjednoczone | 11,85    |       |
| 4    | Bikhram Bahadur Rana | Nepal             | 12,81    |       |

Bieg 5
| Poz. | Zawodnik                  | Narodowość  | Rezultat | Uwagi |
| ---- | ------------------------- | ----------- | -------- | ----- |
| 1    | Felipe Gomes              | Brazylia    | 11,32    | Q     |
| 2    | Octavio Angelo dos Santos | Angola      | 11,70    | q     |
| 3    | Martin Parejo Maza        | Hiszpania   | 12,01    |       |
| 4    | Elchin Muradov            | Azerbejdżan | 49,78    |       |

### Półfinały
Bieg 1
| Poz. | Zawodnik      | Narodowość        | Rezultat | Uwagi |
| ---- | ------------- | ----------------- | -------- | ----- |
| 1    | Lucas Prado   | Brazylia          | 11,15    | Q     |
| 2    | Xue Lei       | Chiny             | 11,16    | q     |
| 3    | David Brown   | Stany Zjednoczone | 11,29    |       |
| 4    | Xavier Porras | Hiszpania         | 11,79    |       |

Bieg 2
| Poz. | Zawodnik            | Narodowość | Rezultat | Uwagi |
| ---- | ------------------- | ---------- | -------- | ----- |
| 1    | Jose Armando Sayovo | Angola     | 11,32    | Q     |
| 2    | Firmino Baptista    | Portugalia | 11,65    |       |
| 3    | Kitsana Jorchuy     | Tajlandia  | 11,75    |       |
|      | Daniel Silva        | Brazylia   | DNS      |       |

Bieg 3
| Poz. | Zawodnik                  | Narodowość | Rezultat | Uwagi |
| ---- | ------------------------- | ---------- | -------- | ----- |
| 1    | Felipe Gomes              | Brazylia   | 11,20    | Q     |
| 2    | Shang Baolong             | Chiny      | 11,24    |       |
| 3    | Ananias Shikongo          | Namibia    | 11,49    |       |
| 4    | Octavio Angelo dos Santos | Angola     | 11,59    |       |

### Finał
| Poz. | Zawodnik            | Narodowość | Rezultat | Uwagi |
| ---- | ------------------- | ---------- | -------- | ----- |
| 1    | Xue Lei             | Chiny      | 11.17    |       |
| 2    | Lucas Prado         | Brazylia   | 11.25    |       |
| 3    | Felipe Gomes        | Brazylia   | 11.27    |       |
| 4    | Jose Armando Sayovo | Angola     | 11.36    |       |